# Monti Picentini
I Monti Picentini sono un gruppo montuoso dell'Appennino campano compresi tra le province di Salerno e Avellino. Verso il Tirreno, a nord-ovest, si trova la loro propaggine occidentale data dai monti Diecimare e dai monti Lattari, mentre a nord-est il prolungamento è formato dai monti del Partenio. La catena costituisce l'ultima dell'Appennino campano verso sud prima della comparsa dei rilievi dell'Appennino lucano; a sud-est, infatti, il confine dei monti Picentini è segnato dalla valle del Sele, oltre la quale vi è il gruppo montuoso Eremita - Marzano (facente parte appunto dell'Appennino lucano).
Le vette più elevate sono quelle del monte Cervialto (1.809 m s.l.m.), del monte Terminio (1806 m s.l.m.) nella parte occidentale e del monte Polveracchio (1.790 m s.l.m.) nella parte orientale.

## Storia
Fin dal XIII secolo i monti Picentini furono prescelti da re Carlo I d'Angiò quale linea di demarcazione tra i due giustizierati di Principato Citra (a sud) e Principato Ultra (a nord), all'interno del regno di Napoli. Nel corso dei secoli i limiti amministrativi subirono alcune modifiche, ma il settore centrale dei monti Picentini forma tuttora il confine tra la provincia di Salerno (a sud) e la provincia di Avellino (a nord).

## Caratteristiche geologiche e morfologiche
Il gruppo è costituito da rocce calcaree e dolomitiche, differenziandosi dalla zona circostante, con terreni prevalentemente argillosi.
Una depressione centrale, che mette in comunicazione la valle del fiume Calore Irpino e quella del fiume Tusciano, divide il gruppo in due settori geologicamente e morfologicamente differenti: sul lato occidentale il gruppo montuoso per largo tratto è costituito prevalentemente da dolomie, e si presenta più profondamente smembrato, mentre la parte orientale è composta in genere da calcari ed assume una forma più compatta e meno aspra, con diverse vette che si innalzano da una piattaforma a circa 1000 metri di altitudine.
Essendo le rocce calcaree di gran lunga dominanti, è presente il fenomeno del carsismo, con numerosi bacini, chiusi o parzialmente sbrecciati, di varia estensione e posti a diverse altezze. Da questi bacini si originano a valle diverse sorgenti.

## Dati altimetrici *
| Nome del monte       | (>1500 m s.l.m.) | Comuni compresi                             |
| -------------------- | ---------------- | ------------------------------------------- |
| Cervialto            | 1.809            | Bagnoli Irpino, Calabritto                  |
| Terminio             | 1.806            | Serino, Volturara Irpina                    |
| Polveracchio         | 1.790            | Acerno, Campagna                            |
| Sierro dei Cuoppi    | 1.683            | Senerchia                                   |
| Raiamagra            | 1.667            | Bagnoli Irpino                              |
| Accellica            | 1.660            | Acerno, Giffoni Valle Piana, Montella       |
| Cervarulo            | 1.632            | Calabritto                                  |
| Raia della Volpe     | 1.631            | Senerchia                                   |
| Mai                  | 1.607            | Calvanico, Giffoni Valle Piana              |
| Calvello             | 1.579            | Caposele, Lioni, Calabritto, Bagnoli Irpino |
| Boschetiello         | 1.574            | Senerchia                                   |
| Pizzo San Michele    | 1.567            | Solofra, Calvanico, Montoro                 |
| Cervarolo di Bagnoli | 1.564            | Bagnoli Irpino                              |
| Faiostello           | 1.564            | Giffoni Valle Piana, Calvanico              |
| Sierro della Pica    | 1.536            | Senerchia                                   |
| Monte Croce          | 1.533            | Senerchia                                   |
| Raia della Scanella  | 1.527            | Acerno,Bagnoli Irpino                       |
| Colla di Basso       | 1.526            | Serino, Volturara Irpina                    |
| Monte La Picciola    | 1.524            | Senerchia                                   |
| Montagna Grande      | 1.508            | Bagnoli Irpino                              |

- [*] Nota alla tabella dei Dati altimetrici: in un articolo su "Il Varco del Paradiso" 2010/1, p. 5, V. Bozza elencava 27 cime dei M. Picentini superiori a 1500 m, determinate con il criterio degli "almeno 30 m di depressione" tra due cime, affinché si potesse considerarle vette distinte (e non semplici anticime). Varie "cime" non sono riportate in questa tabella (e.g. Q. 1739 IGM "Costa d'Amalfi" a NE della Cima del Polveracchio, la "Raianetta" 1622 m, a W della cima del Polveracchio, la Cima di Collelungo, q. 1703 a S del M. Terminio etc.). Di alcuni interessanti oronimi sul M. Polveracchio in territorio di Senerchia (Sierro dei Cuoppi, Raia della Volpe e Sierro della Pica, localizzabili sulla cartografia ufficiale IGM/CTR, benché senza nome) sarebbe stato il caso d'inserire qui un riferimento alla cartografia o fonte bibliografica o informatore che ne riporta i nomi.

## Idrografia, clima e vegetazione
Il gruppo montuoso è ricco di acque e sorgenti, alimentate dal fenomeno carsico e dalle abbondanti precipitazioni nevose e piovose che caratterizzano l'area montuosa. Le riserve d'acqua di queste montagne alimentano intere province dalla Puglia alla Campania. I Picentini sono considerati la riserva d'acqua più grande del Sud e la terza riserva d'acqua in Europa. 
Alcuni corsi d'acqua che nascono nel gruppo montuoso si dirigono verso il mar Tirreno, direttamente (Sele, Tusciano, Picentino), o come affluenti (il Calore Irpino e il suo tributario Sabato, le cui acque confluiscono nel Volturno) il Tenza che affluisce nel Sele, mentre l'Ofanto sfocia nel mar Adriatico.
La regione gode di un'elevata piovosità. 
Il settore meridionale e occidentale, dal Pizzo San Michele a Olevano sul Tusciano, passando per l'area del Terminio è esposto ai venti umidi provenienti dal mar Tirreno ed ha medie annue tra le più elevate in regione e anche intorno ai 2000mm (1.900 mm annui per Olevano sul Tusciano, 1.842 mm annui per Giffoni Valle Piana e circa 2.000 mm Solofra) mentre la zona rivolta verso l'interno, verso est, supera di poco i 1.000 mm annui (1.045 mm per Nusco e 1.009 mm per Lioni).
La neve è presente in abbondanza in inverno su vaste aree picentine e spesso ricopre con il suo manto bianco i paesi della pedemontana. Ben esposta alle fredde correnti settentrionali, su quest'area montuosa la neve cade con una certa frequenza e abbondanza in inverno soprattutto nella zona fra i monti Cervialto, il Laceno e il Polveracchio, da Bagnoli Irpino ad Acerno e lungo la pedemontana dell'aree montuose Terminio-monti Mai, tra Volturara Irpinia, Serino, Calvanico e Montella.
La vegetazione, caratterizzata, specialmente sul versante meridionale, da una prevalente copertura di bosco ceduo misto, alternato a castagneti da frutto. Dei fitti faggeti si trovano su tutte le elevazioni al di sopra dei 900m, scendendo a quote più basse nelle zone più fredde del comprensorio(area del Laceno, valli del Terminio e dei monti Mai)

## Aree protette
- Parco regionale Monti Picentini
- Oasi naturale del Monte Polveracchio
- Oasi WWf Valle della Caccia
- Oasi Monte Accellica
- Oasi Frassineto

## Comuni

### Comuni della provincia di Salerno
- Acerno
- Campagna
- Calvanico
- Castiglione del Genovesi
- Eboli
- Giffoni Sei Casali
- Giffoni Valle Piana
- Montecorvino Rovella
- Montecorvino Pugliano
- Olevano sul Tusciano
- San Cipriano Picentino
- San Mango Piemonte

### Comuni della provincia di Avellino
- Bagnoli Irpino
- Montella
- Serino
- Volturara Irpina